# Sara Insúa
Sara Álvarez-Insúa y Escobar (Madrid, 22 de febrero de 1901-Caracas, 24 de diciembre de 1985) fue una escritora española de cuentos y novelas, periodista y dramaturga conocida como Sara Insúa, además de traductora del francés bajo el seudónimo Próspero Miranda. Su padre era el escritor Waldo A. Insúa, su hermano el también escritor Alberto Insúa y padre de la poetisa Sara Insúa de Palacios.

## Biografía
Sara Álvarez-Insúa y Escobar nació el 22 de febrero de 1901 en Madrid, España. Sus padres eran el escritor español Ubaldo Álvarez Insúa (alias Waldo A. Insúa) y la cubana Sara Escobar de Cisneros, viuda de Galt (emparentada con el cardenal Cisneros). Heredó la vocación literaria de su padre, que pasó veinte años en Cuba, donde había fundado y dirigido El Eco de Galicia, fundado el Centro Gallego en La Habana y escrito varios libros. Su familia abandonó Cuba tras su independencia, trasladándose primero a Galicia y luego a Madrid, donde ella nació. Colaboró en varias ocasiones con su hermano mayor Alberto Insúa, que se convirtió en un importante novelista y dramaturgo.
El 20 de enero de 1928 contrajo matrimonio con Manuel Castelló y Mediero, funcionario de Correos, con quien tuvo dos hijas: Margarita y María de la Consolación.
En los últimos meses de la guerra civil se trasladó al sur de Francia. Terminada la guerra volvió a España pero no se permitió a su marido, por haber apoyado a la Segunda República, vivir en Madrid y fue enviado a Gerona donde se trasladó toda la familia. Tres años después se mudaron a Barcelona y después a Burjasot y Godella. En mayo de 1953 falleció su esposo lo que le impulsó a volver a Madrid. Su hija menor contrajo matrimonio con un venezolano y decidió trasladarse con ellos a Venezuela. Allí publicó artículos en El Universal y en la revista La Bohemia, donde realizó numerosas traducciones.
Falleció el 24 de diciembre de 1985 en Caracas.

## Obra
Su trabajo como escritora comenzó en 1922 con la publicación de cuentos en los periódicos y revistas de la época, y perduró hasta 1942 con la edición de su segunda novela extensa Frente a la vida. El estilo de su narrativa se caracteriza fundamentalmente por el uso de extranjerismos y abundancia de descripciones espaciales y ambientales además del uso del diálogo a lo largo de la narración.
Escribió cuentos, relatos cortos, artículos y crónicas de opinión en las distintas secciones y columnas de revistas y diarios nacionales y provinciales. Algunos de ellos son Alrededor del Mundo, La Libertad, Estampa, Levante Agrario, El Diario de Cuenca, La Tarde de Lorca, El Eco de Cartagena, Mujer... Sus temas son muy variados aunque uno recurrente es el de la mujer, en la historia, en la moda, en la política...
Sus novelas cortas, aparecieron en dos colecciones: La Novela de Hoy y La Novela Mundial.
Muchos de sus cuentos aparecieron primero en prensa y después fueron recopilados en Cuentos de los veinte años. Sus novelas aparecieron en las colecciones de novela corta y su comedia, La  domadora, fue un fracaso en su estreno  en  el  Teatro Cómico de Madrid en mayo de 1925.
Su labor como traductora profesional comenzó en 1922, aunque previamente había hecho alguna traducción, hasta 1940. Versionó principalmente autoras de novela dirigidas a un público femenino llenas de valores  tradicionales católicos, defensores de la familia, del matrimonio y de la educación de mujeres y niñas en esos valores. Simultaneó con obras de autores de la Belle Époque, que ofrecían un contraste ético y estético a las anteriores.

## Obras

### Novelas cortas
- Felisa salva su casa (1925)
- La mujer que defendió su felicidad (1927)
- Muy siglo XX (1927)
- La dura verdad (1928)
- Salomé de hoy (1929)
- Llama de Bengala (1930)
- Mala vida y buena muerte (1931)

### Novelas extensas
- La señorita enciclopedia (1930)
- Frente a la vida (1942)

### Relatos breves
- Cuentos de los veinte años (1924)

### Obra de teatro
- La  domadora (1925)